# ねむチキ
『ねむチキ』は、TBSラジオで放送されているラジオ番組。パーソナリティはお笑いコンビのコロコロチキチキペッパーズ（ナダル、西野創人）。
2021年7月4日（3日深夜）から放送開始。

## 概要
お笑いコンビ・コロコロチキチキペッパーズがMCを務めるラジオ番組。番組名は、本人とスタッフによる長時間の会議が行われ、コロチューン、よるチキなど複数の候補から、深夜3時開始の放送ゆえ「眠い目をこすりながら聞く」という意味合いで「ねむチキ」に決定した。コロコロチキチキペッパーズ初の冠レギュラーラジオ番組。毎週ゲストパートナーとして、原則アウトビジョングループの専属セクシー女優が登場する。
ナダルが共演者のSNSフォロワー数を戦闘力とみなし、自身の立ち位置を考えるのが恒例となっているが、第4回放送分ではリスナーから番組Twitterのフォロワー数の少なさを指摘されている。
提供スポンサーはfempass（株式会社KEAR）。同サイトでは橋本朱理、宮内桃子両名による番組取材後記も掲載されている。
2023年3月30日には初の番組イベント「ねむチキLIVE～西野が愛した女たち…とナダル～Supported by fempass」がパームス秋葉原で開催された。その一部は同年4月に2週にわたって放送された。
2024年2月9日に2度目の番組イベントの「ねむチキLIVE II〜ナダルと絡んだ女たち…と西野」が新宿村LIVEで開催され、2月にその一部が放送された。
2025年4月18日に約1年ぶりに3度目の番組イベントとなる「ねむチキLIVE III～筋肉男と7人の美女...とナダル～ Supported by fempass」が赤坂・草月ホールで開催された。

## 出演者

### メインMC
- コロコロチキチキペッパーズ（ナダル、西野創人）
  - 西野が進行を担当。ナダルはラジオ嫌い疑惑がかけられている[7]。またナダルの手元にサンプラーボイスが流れる「イっちゃってる」ボタンが用意されている[8]。
  - この番組では西野はセクシー女優に知名度が低いこともあり、後述に一問一答コーナーなどで印象に残らないと言われたり[9]、相性が悪いと言われがちである[10]。また西野は収録時に指輪を外している疑惑が2021年10月にリスナーにより指摘された（のちのインタビューで否定している）[11]。
  - 2022年1月30日放送分はコンビ2人ともに新型コロナウイルス感染のため、しずる（KAƵMA、村上純）が代役MCとして出演[12]。2月6日、同13日放送分は西野のみ復帰、前週に引き続きしずるのKAƵMAが出演[13]。
  - 2025年7月20日、27日放送分は西野が体調不良のため金魚番長が代役MCとして出演。

### ゲストMC

#### 2021年
| 回数 | 放送日   | ゲスト       |
| ---- | -------- | ------------ |
| 01   | 7月4日   | 三上悠亜     |
| 02   | 7月11日  | 三上悠亜     |
| 03   | 7月18日  | 山岸逢花     |
| 04   | 7月25日  | 山岸逢花     |
| 05   | 8月1日   | 相沢みなみ   |
| 06   | 8月8日   | 相沢みなみ   |
| 07   | 8月15日  | 高橋しょう子 |
| 08   | 8月22日  | 高橋しょう子 |
| 09   | 8月29日  | 架乃ゆら     |
| 10   | 9月5日   | 架乃ゆら     |
| 11   | 9月12日  | 石原希望     |
| 12   | 9月19日  | 石原希望     |
| 13   | 9月26日  | 伊藤舞雪     |
| 14   | 10月3日  | 伊藤舞雪     |
| 15   | 10月10日 | 美谷朱里     |
| 16   | 10月17日 | 美谷朱里     |
| 17   | 10月24日 | miru         |
| 18   | 10月31日 | miru         |
| 19   | 11月7日  | 初川みなみ   |
| 20   | 11月14日 | 初川みなみ   |
| 21   | 11月21日 | 神宮寺ナオ   |
| 22   | 11月28日 | 神宮寺ナオ   |
| 23   | 12月5日  | 奥田咲       |
| 24   | 12月12日 | 奥田咲       |
| 25   | 12月19日 | 七ツ森りり   |
| 26   | 12月26日 | 七ツ森りり   |

#### 2022年
| 回数 | 放送日   | ゲスト                                       |
| ---- | -------- | -------------------------------------------- |
| 27   | 1月2日   | つぼみ                                       |
| 28   | 1月9日   | つぼみ                                       |
| 29   | 1月16日  | 希島あいり                                   |
| 30   | 1月23日  | 希島あいり                                   |
| 31   | 1月30日  | 相沢みなみ、架乃ゆら、miru（過去回の再編集） |
| 32   | 2月6日   | 八木奈々                                     |
| 33   | 2月13日  | 八木奈々                                     |
| 34   | 2月20日  | 竹内有紀                                     |
| 35   | 2月27日  | 竹内有紀                                     |
| 36   | 3月6日   | 桜空もも                                     |
| 37   | 3月13日  | 桜空もも                                     |
| 38   | 3月20日  | 河北彩花                                     |
| 39   | 3月27日  | 河北彩花                                     |
| 40   | 4月3日   | 小野六花                                     |
| 41   | 4月10日  | 小野六花                                     |
| 42   | 4月17日  | 天海つばさ                                   |
| 43   | 4月24日  | 天海つばさ                                   |
| 44   | 5月1日   | 七沢みあ                                     |
| 45   | 5月8日   | 七沢みあ                                     |
| 46   | 5月15日  | 小島みなみ                                   |
| 47   | 5月22日  | 小島みなみ                                   |
| 48   | 5月29日  | うんぱい                                     |
| 49   | 6月5日   | うんぱい                                     |
| 50   | 6月12日  | 小宵こなん                                   |
| 51   | 6月19日  | 小宵こなん                                   |
| 52   | 6月26日  | 二葉エマ                                     |
| 53   | 7月3日   | 二葉エマ                                     |
| 54   | 7月10日  | 八木奈々                                     |
| 55   | 7月17日  | 八木奈々                                     |
| 56   | 7月24日  | 架乃ゆら                                     |
| 57   | 7月31日  | 架乃ゆら                                     |
| 58   | 8月7日   | 神宮寺ナオ                                   |
| 59   | 8月14日  | 神宮寺ナオ                                   |
| 60   | 8月21日  | 石原希望                                     |
| 61   | 8月28日  | 石原希望                                     |
| 62   | 9月4日   | 石川澪                                       |
| 63   | 9月11日  | 石川澪                                       |
| 64   | 9月18日  | 加美杏奈                                     |
| 65   | 9月25日  | 加美杏奈                                     |
| 66   | 10月2日  | 伊藤舞雪                                     |
| 67   | 10月9日  | 伊藤舞雪                                     |
| 68   | 10月16日 | 相沢みなみ                                   |
| 69   | 10月23日 | 相沢みなみ                                   |
| 70   | 10月30日 | 小島みなみ                                   |
| 71   | 11月6日  | 小島みなみ                                   |
| 72   | 11月13日 | 小野六花                                     |
| 73   | 11月20日 | 小野六花                                     |
| 74   | 11月27日 | 山岸逢花                                     |
| 75   | 12月4日  | 山岸逢花                                     |
| 76   | 12月11日 | 希島あいり                                   |
| 77   | 12月18日 | 希島あいり                                   |
| 78   | 12月25日 | miru                                         |

#### 2023年
| 回数 | 放送日   | ゲスト                                                                                     |
| ---- | -------- | ------------------------------------------------------------------------------------------ |
| 79   | 1月1日   | miru                                                                                       |
| 80   | 1月8日   | 七ツ森りり                                                                                 |
| 81   | 1月15日  | 七ツ森りり                                                                                 |
| 82   | 1月22日  | 中山ふみか                                                                                 |
| 83   | 1月29日  | 中山ふみか                                                                                 |
| 84   | 2月5日   | 宮下玲奈                                                                                   |
| 85   | 2月12日  | 宮下玲奈                                                                                   |
| 86   | 2月19日  | うんぱい                                                                                   |
| 87   | 2月26日  | うんぱい                                                                                   |
| 88   | 3月5日   | 桃園怜奈                                                                                   |
| 89   | 3月12日  | 桃園怜奈                                                                                   |
| 90   | 3月19日  | AIKA                                                                                       |
| 91   | 3月26日  | AIKA                                                                                       |
| 92   | 4月2日   | ねむチキLIVE〜西野が愛した女たち...とナダル ゲスト：石原希望、伊藤舞雪、架乃ゆら、加美杏奈 |
| 93   | 4月9日   | ねむチキLIVE〜西野が愛した女たち...とナダル ゲスト：石原希望、伊藤舞雪、架乃ゆら、加美杏奈 |
| 94   | 4月16日  | 古川ほのか                                                                                 |
| 95   | 4月23日  | 古川ほのか                                                                                 |
| 96   | 4月30日  | 桜空もも                                                                                   |
| 97   | 5月7日   | 桜空もも                                                                                   |
| 98   | 5月14日  | 葵いぶき                                                                                   |
| 99   | 5月21日  | 葵いぶき                                                                                   |
| 100  | 5月28日  | 三上悠亜                                                                                   |
| 101  | 6月4日   | 三上悠亜                                                                                   |
| 102  | 6月11日  | 未歩なな                                                                                   |
| 103  | 6月18日  | 未歩なな                                                                                   |
| 104  | 6月25日  | 石原希望                                                                                   |
| 105  | 7月2日   | 石原希望                                                                                   |
| 106  | 7月9日   | 小宵こなん                                                                                 |
| 107  | 7月16日  | 小宵こなん                                                                                 |
| 108  | 7月23日  | 希島あいり                                                                                 |
| 109  | 7月30日  | 希島あいり                                                                                 |
| 110  | 8月6日   | 楪カレン                                                                                   |
| 111  | 8月13日  | 楪カレン                                                                                   |
| 112  | 8月20日  | 架乃ゆら                                                                                   |
| 113  | 8月27日  | 架乃ゆら                                                                                   |
| 114  | 9月3日   | 伊藤舞雪                                                                                   |
| 115  | 9月10日  | 伊藤舞雪                                                                                   |
| 116  | 9月17日  | 竹内有紀                                                                                   |
| 117  | 9月24日  | 竹内有紀                                                                                   |
| 118  | 10月1日  | 小野六花                                                                                   |
| 119  | 10月8日  | 小野六花                                                                                   |
| 120  | 10月15日 | 松本いちか 倉本すみれ                                                                      |
| 121  | 10月22日 | 松本いちか 倉本すみれ                                                                      |
| 122  | 10月29日 | 山岸あや花                                                                                 |
| 123  | 11月5日  | 山岸あや花                                                                                 |
| 124  | 11月12日 | 村上悠華                                                                                   |
| 125  | 11月19日 | 村上悠華                                                                                   |
| 126  | 11月26日 | 七ツ森りり                                                                                 |
| 127  | 12月3日  | 七ツ森りり                                                                                 |
| 128  | 12月10日 | 石川澪                                                                                     |
| 129  | 12月17日 | 石川澪                                                                                     |
| 130  | 12月24日 | 八木奈々                                                                                   |
| 131  | 12月31日 | 八木奈々                                                                                   |

#### 2024年
| 回数 | 放送日   | ゲスト                                                                                         |
| ---- | -------- | ---------------------------------------------------------------------------------------------- |
| 132  | 1月7日   | イっちゃってるシチュエーション総集編                                                           |
| 133  | 1月14日  | 宮下玲奈                                                                                       |
| 134  | 1月21日  | 宮下玲奈                                                                                       |
| 135  | 1月28日  | 天海つばさ                                                                                     |
| 136  | 2月4日   | 天海つばさ                                                                                     |
| 137  | 2月11日  | ねむチキLIVEII〜ナダルと絡んだ女たち･･･と西野 ゲスト：石原希望、八木奈々、山岸あや花、村上悠華 |
| 138  | 2月18日  | 楓ふうあ                                                                                       |
| 139  | 2月25日  | 楓ふうあ                                                                                       |
| 140  | 3月3日   | 七沢みあ                                                                                       |
| 141  | 3月10日  | 七沢みあ                                                                                       |
| 142  | 3月17日  | 宍戸里帆                                                                                       |
| 143  | 3月24日  | 宍戸里帆                                                                                       |
| 144  | 3月31日  | miru                                                                                           |
| 145  | 4月7日   | miru                                                                                           |
| 146  | 4月14日  | うんぱい                                                                                       |
| 147  | 4月21日  | うんぱい                                                                                       |
| 148  | 4月28日  | 古川ほのか                                                                                     |
| 149  | 5月5日   | 古川ほのか                                                                                     |
| 150  | 5月12日  | 明日葉みつは                                                                                   |
| 151  | 5月19日  | 明日葉みつは                                                                                   |
| 152  | 5月26日  | 河北彩伽                                                                                       |
| 153  | 6月2日   | 河北彩伽                                                                                       |
| 154  | 6月9日   | 三浜唯                                                                                         |
| 155  | 6月16日  | 三浜唯                                                                                         |
| 156  | 6月23日  | 架乃ゆら                                                                                       |
| 157  | 6月30日  | 架乃ゆら                                                                                       |
| 158  | 7月7日   | 桃園怜奈                                                                                       |
| 159  | 7月14日  | 桃園怜奈                                                                                       |
| 160  | 7月21日  | 未歩なな                                                                                       |
| 161  | 7月28日  | 未歩なな                                                                                       |
| 162  | 8月4日   | イッちゃってるシチュエーション2024上半期ベストセレクション                                     |
| 163  | 8月11日  | 特別編 ゲスト：きしたかの                                                                      |
| 164  | 8月18日  | 特別編 ゲスト：きしたかの                                                                      |
| 165  | 8月25日  | 特別編 ゲスト：お見送り芸人しんいち                                                            |
| 166  | 9月1日   | 特別編 ゲスト：お見送り芸人しんいち                                                            |
| 167  | 9月8日   | 竹内有紀                                                                                       |
| 168  | 9月15日  | 竹内有紀                                                                                       |
| 169  | 9月22日  | 楪カレン                                                                                       |
| 170  | 9月29日  | 楪カレン                                                                                       |
| 171  | 10月6日  | 伊藤舞雪                                                                                       |
| 172  | 10月13日 | 伊藤舞雪                                                                                       |
| 173  | 10月20日 | 葵いぶき                                                                                       |
| 174  | 10月27日 | 葵いぶき                                                                                       |
| 175  | 11月3日  | 石原希望                                                                                       |
| 176  | 11月10日 | 石原希望                                                                                       |
| 177  | 11月17日 | 桜空もも                                                                                       |
| 178  | 11月24日 | 桜空もも                                                                                       |
| 179  | 12月1日  | 明日葉みつは                                                                                   |
| 180  | 12月8日  | 明日葉みつは                                                                                   |
| 181  | 12月15日 | 松本いちか                                                                                     |
| 182  | 12月22日 | 松本いちか                                                                                     |
| 183  | 12月29日 | イっちゃってるシチュエーション総集編                                                           |

#### 2025年
| 回数 | 放送日  | ゲスト |
| ---- | ------- | --- |
| 184  | 1月5日  | 長浜みつり |
| 185  | 1月12日 | 長浜みつり |
| 186  | 1月19日 | 小野六花 |
| 187  | 1月26日 | 小野六花 |
| 188  | 2月2日  | 浅野こころ |
| 189  | 2月9日  | 浅野こころ |
| 190  | 2月16日 | 田野憂 |
| 191  | 2月23日 | 田野憂 |
| 192  | 3月2日  | 三田真鈴 |
| 193  | 3月9日  | 三田真鈴 |
| 194  | 3月16日 | 宮下玲奈 |
| 195  | 3月23日 | 宮下玲奈 |
| 196  | 3月30日 | 金松季歩 |
| 197  | 4月6日  | 金松季歩 |
| 198  | 4月13日 | 川越にこ |
| 199  | 4月20日 | 川越にこ |
| 200  | 4月27日 | ねむチキLIVE III ～筋肉男と7人の美女...とナダル～ ゲスト：葵いぶき／石原希望／古川ほのか／三田真鈴／未歩なな／miru／八木奈々 |
| 201  | 5月4日  | ねむチキLIVE III ～筋肉男と7人の美女...とナダル～ ゲスト：葵いぶき／石原希望／古川ほのか／三田真鈴／未歩なな／miru／八木奈々 |
| 202  | 5月11日 | うんぱい |
| 203  | 5月18日 | うんぱい |
| 204  | 5月25日 | 八木奈々 |
| 205  | 6月1日  | 八木奈々 |
| 206  | 6月8日  | 白岩冬萌 |
| 207  | 6月15日 | 白岩冬萌 |
| 208  | 6月22日 | 葵いぶき |
| 209  | 6月29日 | 葵いぶき |
| 210  | 7月6日  | 楪カレン |
| 211  | 7月13日 | 楪カレン |
| 212  | 7月20日 | 長浜みつり |
| 213  | 7月27日 | 長浜みつり |
| 214  | 8月3日  | 松本いちか |
| 215  | 8月10日 | 松本いちか |
| 216  | 8月17日 | 浅野こころ |
| 217  | 8月24日 | 浅野こころ |

## 主なコーナー
ねむチキ懺悔室
ゲストが過去の失敗談を披露するほか、聴取者からの懺悔、失敗エピソードのメールを募集する。また30秒以内のボイスメモでも募集している。
過去パーソナリティを務めた『芸人お試しラジオ デドコロ』での「ナダルを超えろ！　デドコロ懺悔室」の後継企画。

ねむチキ・イっちゃってるシチュエーション
聴取者から理想の興奮シチュエーションをト書き形式で募集。ゲストとコロチキで演じる。第2回から放送。初期は「途中からフリー演技などの無茶ぶりも受付可能」となっていたが、のちに「BGMが止まったところからは演者のアドリブ」が前提ルールとなった。通称・妄想コント、アドリブコントコーナー。アドリブを苦手とするナダルが追い込まれ、困窮することが常となっている。

〇〇さんへ一問一答
初登場女優へ聴く一問一答コーナー。自分の売り、特技などのほか、コロチキ2人それぞれの第一印象を聞く。いつの頃からかナダルが予想し、クイズ形式で答える形となっている。
KAƵMA代打回では「KAƵMAの質問攻めタイム」のコーナー名だった。

西野NTR
西野がNTR作品が好きということから発展したコーナー。番組中に特に募集告知はしておらず（公式Twitterではハッシュタグが付けられていた）、フリートーク中にネトリ・ネトラレをいじる投稿が読まれている。
2021年8月15日放送分で正式にコーナー化が発表され、西野同様「実は隠していた性癖」をリスナーが発表するコーナーとなる。
しずる村上オススメ女優の総集編
コロチキ欠席中の特別コーナー。単体女優推しの村上が過去回から推し女優を語り紹介する。村上はゲスト女優を「〇〇先生」と呼称するなど独特の熱量と世界観で語らうのが特徴。
ねむチキ業界エロ用語辞典
2022年5月1日開始。勃起待ちを「たちまち」、発射だけのエキストラを「汁男優」というように、使いどころのありそうなエロ業界での専門用語を投稿してもらい、実際に使えるかどうかをジャッジする。
今週の褒められた/今週の騒がせた
ナダルが収録週の出来事を報告する不定期のオープニングコーナー。内容によってコーナー名は変更される。
大喜利王ナダルｖｓ（ブイエス）八木奈々
ゴッドタン内の企画において大喜利王と称されたナダルと、当番組内においてキラーっぷりを発揮した八木奈々が大喜利で対決。発表は八木が行い、どちらの答えかわからない中で西野が勝者となる回答を選出する。

## スタッフ
- 構成 - 大矢一登[21]
- ディレクター - 越崎恭平
- 制作著作 - TBSラジオ